# August Julius Schulz-Albrecht
August Julius Schulz-Albrecht, Pseudonym Otto Brattskoven, (* 14. Juli 1897 in Lauenburg/Pommern; † 12. Oktober 1952 in Berlin) war ein deutscher Kunsthistoriker und Autor.

## Leben
Er studiert Kunstgeschichte an der Universität Würzburg. Am 19. Juni 1923 wurde er in Würzburg mit einer Dissertation über den Maler Waldemar Rösler promoviert. Nachdem er vom Sondergericht II beim Landgericht Berlin am 20. Dezember 1934 verurteilt worden war, wurde ihm am 17. März 1937 die Doktorwürde aberkannt. Er war in Berlin freiberuflich als Autor kunsthistorischer Veröffentlichungen tätig.

## Veröffentlichungen (Auswahl)
- Waldemar Rösler. Leben und Werk. Ein Beitrag zur Geschichte des Spätimpressionismus in Deutschland. Dissertation, Würzburg 1923.
- Max Dungert. Köpfe. Vorwort von Otto Brattskoven. Leon Hirsch Verlag, Berlin 1925.
- Hymnen ruhigen Blicks. Lyrische Hommage an die Stadt Würzburg. Officina Glauca, Berlin 1926.[2]
- August Wilhelm Dreßler. Sechs Steingravuren. Einleitung von Otto Brattskoven. Berlin 1927.
- mit Max Osborn, Alfred Stix, Thomas Mann, Wilhelm Michel u. a.:  Max Oppenheimer – Mopp. Werkkunstverlag, Berlin 1927.
- Heinrich Kosina. Mit einer Einleitung von Dr. Otto Brattskoven. Deutsche Architektur-Bücherei, Berlin/Leipzig/Wien 1929.
- Otto Schoff. Bildnis eines Idyllenmalers unserer Zeit. Schünemann, Bremen 1941.
- Hubert und Jan van Eyck. 68 Bilder. Hrsg. von Otto Brattskoven. Kanter-Verlag, Königsberg 1944.